# Körös-Kultur

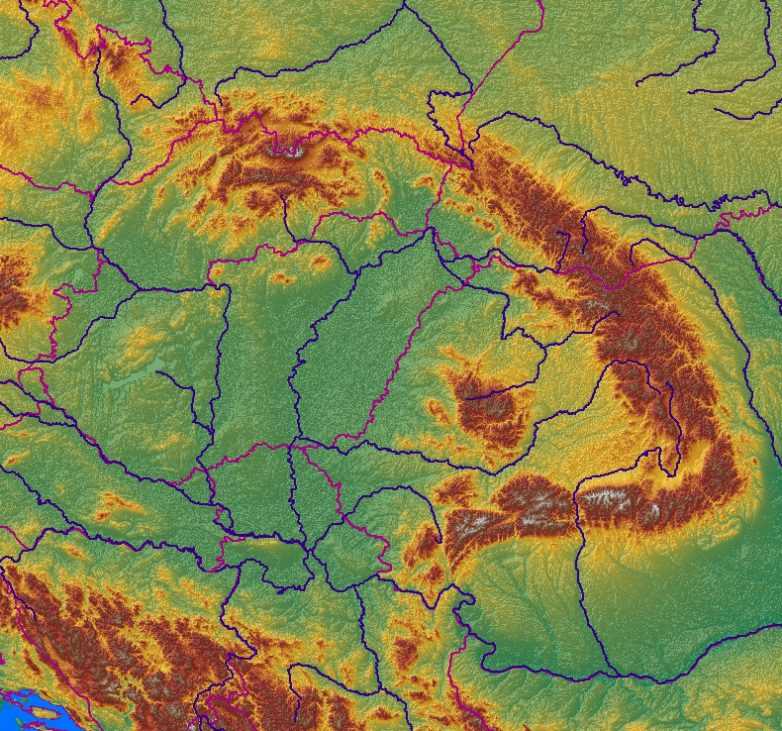
Geographie der Karpaten mit ihren Flusssystemen

Die Körös-Kultur (auch Körös-Criș-Kultur) wird auf 6200 bis 5600 v. Chr. datiert. Sie stellt die älteste neolithische Kultur des westlichen Karpatenraums dar. Oft werden die auf dem Gebiet des ehemaligen Jugoslawien und im ungarischen Transdanubien verbreitete Starčevo-Kultur mit Körös-Criș als ein Komplex (SKC) angesprochen. Benannt ist die Körös-Kultur nach der Körös (rumänisch Criș), einem Nebenfluss des ostungarischen Flusses Theiß.

## Verbreitungsgebiet
Die Körös-Kultur findet sich von Ungarn und Rumänien bis in die transkarpatische Ukraine und in Moldawien. János Banner (1888–1971) verortete die Kulturen zwischen Tisza, Körös, Mureș und der Donau im Süden.
Siedlungsschwerpunkte liegen im Mündungsgebiet des Mureş sowie entlang der Körös und ihrer rumänischen Zuflüsse (Schwarze, Weiße und Schnelle Criṣ). Fundhäufungen gibt es in der Gegend um Hódmezővásárhely und Endrőd. Mit der Entdeckung von Tiszaszőlős–Domaháza-puszta im Jahr 2003 konnte die Verbreitung der Körös-Kultur über die bis dahin als Grenze angenommene Kunhegyes-Berettyó/Beretău-Grenze nach Norden in die Obere Theiß-Region nachgewiesen werden. Wichtige Fundorte sind hier unter anderen Ibrány-Nagyerdő, Călinești-Oaș-Dâmbul Sfîntei Marii und Tășnad-Sere.

## Forschungsgeschichte
Erste Ausgrabungen, die Material der Körös-Kultur zutage förderten, wurden von Banner in den 1930er Jahren durchgeführt, ohne dass die Fundstücke kulturhistorisch genauer eingeordnet werden konnten. Die systematische Aufarbeitung des Materials, die chronologische Einordnung und der Vergleich mit den benachbarten Kulturen erfolgte 1944 durch die ungarische Archäologin Ida Kutzián. Die Arbeit wird bis heute wegen ihres wissenschaftlichen Wertes beachtet. In den folgenden Jahrzehnten konnten neue Grabungen das Fundmaterial bereichern und neue Ergebnisse zum Siedlungswesen und zur materiellen Kultur liefern. Die zahlreich erfolgten Ausgrabungen sind jedoch fast ausschließlich unzureichend publiziert. Etwas ausführlicher legte J. Makkay (1992) die Körös-Siedlung von Endrőd-Öregszőlők vor.

## Siedlungswesen
Über das Siedlungswesen der Körös-Kultur ist bislang wenig bekannt. Fundorte der Körös-Kultur finden sich hauptsächlich in der Nähe von Flüssen. Es liegen einerseits einfache Bauten in Pfostenbauweise vor, die durchweg kleineren Ausmaßes sind; andererseits treten sog. „Grubenhäuser“ auf, die in den Boden eingetieft sind. Es werden Grubenhäuser und halb-eingetiefte Häuser unterschieden, wobei die Trennung nicht immer eindeutig ist. Oft weisen diese Befunde jedoch weder Pfostenlöcher noch Herdstellen auf und sind daher nicht sicher als Wohnstätten zu identifizieren.
Die Cris-Starcevo-Körös Kultur gilt als die bisher erste Kultur im Neolithikum, in der sowohl Keramikfertigung und Hausbau als handwerkliche Fertigkeiten auftraten. Im Hausbau waren, neben Rundbauten, auch Rechteckbauten mit einem, vom Begehungshorizont abgehobenen, Satteldach errichtet worden.
Über die Konstruktion der Dächer ist naturgemäß wenig bekannt. Das Hausmodell aus Röszke zeigt ein rechteckiges Haus mit Firstdach.
Seit 1992 grub Alasdair Whittle (* 1949) von der Universität Cardiff in Ecsegfalva, Komitat Békés. Er konnte eine dichte Fundstreuung dokumentieren, jedoch keinen eindeutigen Hausgrundriss.

### Endrőd-Öregszőlők
In der 1992 von János Makkay (* 1933) publizierten Siedlung liegen mehrere Grubenhäuser mit Öfen vor. Hinzu kommen weitere Gruben, die reich mit Keramik und Knochenmaterial verfüllt waren. Wie viele Bauten zur gleichen Zeit bestanden, ist unklar. Die Siedlung von Endrőd mag etwa 500 Jahre bestanden haben, umfasst also nahezu die ganze Zeitspanne der Körös-Kultur.

### Méhtelek-Nádas
Im Norden Ungarns liegt die Körös-Siedlung von Méhtelek-Nádas. Es wird vermutet, dass die Siedlung errichtet wurde, um Obsidian abzubauen. Dafür spricht die Tatsache, dass 80 % aller Geräte in Méhtelek aus diesem Gestein gefertigt wurden. Obsidian als besonders hochwertiges und ästhetisch ansprechendes Material konnte wie Feuerstein zur Herstellung von Geräten verwendet werden und wurde weit verbreitet.

### Unpublizierte Siedlungen
Weitere Siedlungen sind z. B. aus Szajol-Felsőföld, Röszke-Ludvár, Endrőd Fundort 39 etc. bekannt geworden.

## Materielle Kultur

### Keramik
Im Gegensatz zur Keramik der Starčevo-Kultur, die Bemalung in weiß-auf-rot und dunkel-auf-rot kennt, ist die Keramik der Körös-Kultur oft unbemalt. In der frühesten Phase der Kultur finden sich komplex polychrom bemalte Gefäße, zum Beispiel in Gura Baciului bei Cluj.  In Ungarn sind die Muster meist einfacher und beschränken sich auf eine weiße Bemalung. Typische Gefäßformen sind große ovale Vorratsgefäße, Schüsseln, Schalen, halbkugelige Gefäße und Schalen mit einem konischen Standfuß, der hohl oder massiv sein kann. Auffällig ist, dass viele dieser Stücke drei bis sechs kleine Füßchen haben. Verzierungen sind meist plastisch appliziert und äußerst vielgestaltig. Es treten plastische Leisten, Warzen, Buckel und flächige Rauungen (Barbotinedekor) auf. Als Besonderheit sind plastisch applizierte anthropo- und zoomorphe Darstellungen zu erwähnen, etwa Ziegen und Hirsche.
Sonderformen sind rundliche Gegenstände aus gebranntem Ton, die in verschiedenen Formen auftreten (tomatenförmig, blumenförmig, flach etc.) und in der Mitte durchlocht sind. Da sich die Körös-Siedlungen stets in Gewässernähe befinden, spricht einiges für die Deutung der Stücke als Netzsenker.
Die Keramik ist vorwiegend organisch gemagert. Im Banat analysierte Michaela Spataro Keramik der Phase 2 nach Lazarovici und fand, dass Druschreste aus Weizen- und Gerstenstroh und Sand (Feldspat), gelegentlich in Kombination, als Magerung verwendet wurde. Glimmerhaltiger Ton wurde bevorzugt verwendet. Spataro konnte keinen Zusammenhang zwischen Gefäßtyp und ausgewähltem Ton feststellen, allerdings wurden Tonaltäre und Statuetten häufig aus sonst selten verwendeten Tonarten hergestellt.
Die Keramik wird von Gheorghe Lazarovici (* 1941) in vier Phasen eingeteilt.

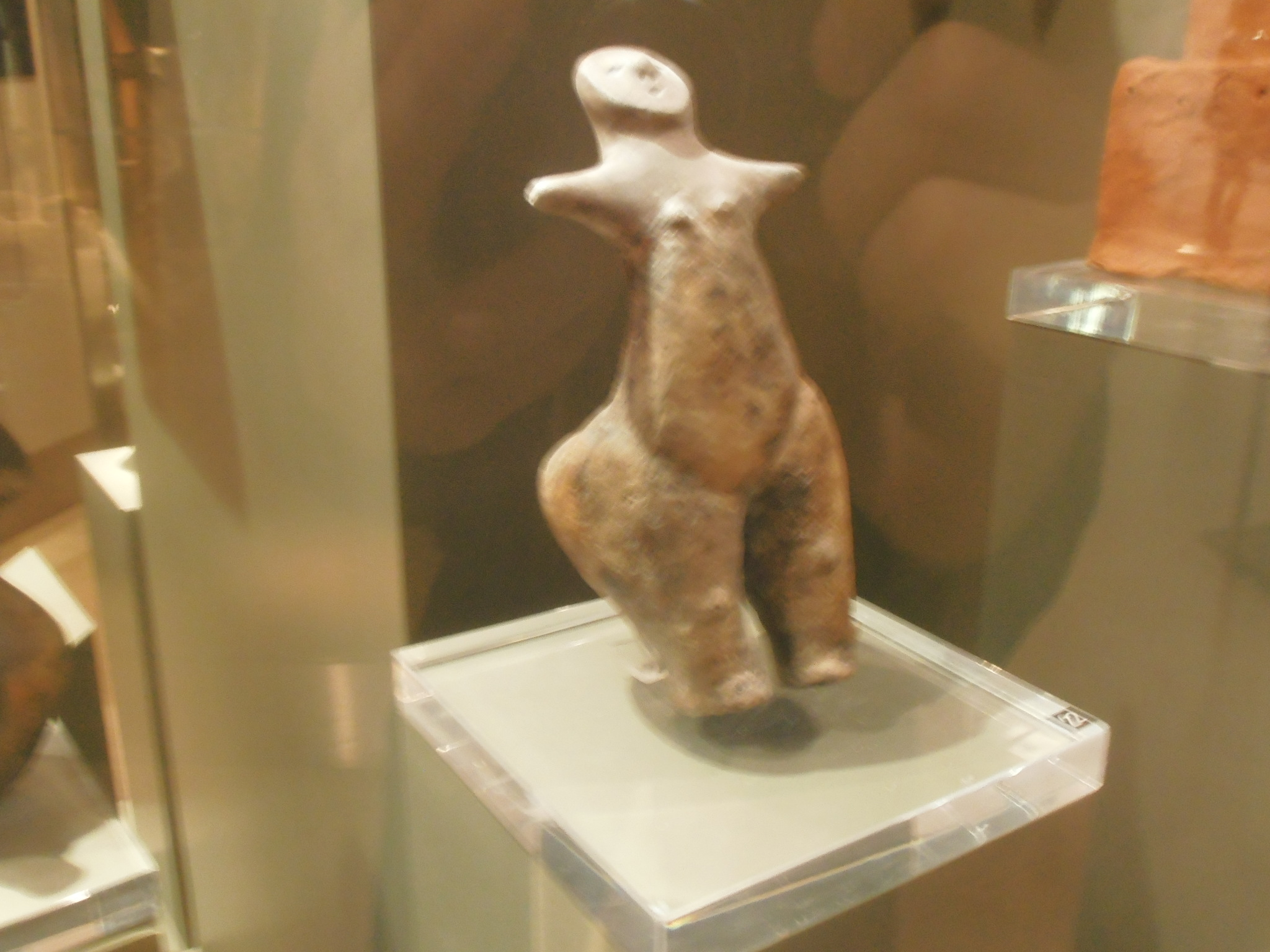
Eine neolithische Venus, aus der Körös-Criş-Kultur. Gefunden in Méhtelek, (Ungarn)

### Knochen-, Zahn- und Geweihgeräte
Für Knochengeräte wurden meist die Knochen kleinerer und größerer Wiederkäuer verwendet, Haustiere wurden bevorzugt. Unter den Zähnen fanden besonders die Hauer von männlichen Schweinen Verwendung.
Ahlen aus den Metapodien von Rehen oder Capriden sowie von Rindern und Auerochsen sind die häufigsten Knochengeräte. Auch löffel- und spatelartige Geräte kommen vor. In Dévaványa-Barcéi kishalom wurde ein Keramikglätter gefunden, der aus einer Rippe hergestellt war. Knochenlöffel wurden aus dem Stirnbein von Ochsen hergestellt und sind oft völlig abgenutzt. Aus Geweih wurden Sicheln hergestellt, die man zum Beispiel in Valea Răii, Cărcea und Basarabi fand. Insgesamt sind Geweihgeräte aber, verglichen mit späteren neolithischen Kulturen, sehr selten.

### Steingeräte
Aus Felsgestein wurden Beile und ovale Mahlsteine hergestellt. Für die Herstellung von Geräten aus geschlagenem Stein dienten Feuerstein, limnischer Quarzit und Obsidian, vorwiegend aus dem Vorkommen bei Zemplén. Feuerstein konnte über weite Distanzen gehandelt werden, wie der blonde balkanische Flint und der Prutflint (Wolhynischer Flint). Daneben wurden auch zahlreiche lokale Materialien verwendet.

## Bestattungen
Bis heute sind nur wenige Bestattungen der Körös-Kultur bekannt. Es handelt sich dabei meist um Hockergräber (auf der Seite liegend Bestattete), die häufig zusammen mit zahlreichen Keramikfragmenten und Tierknochen in großen Gruben innerhalb von Siedlungen liegen. Daneben sind Einzelgräber bekannt. Insgesamt sind Bestattungen aber sehr selten.

## Wirtschaftsweise
Die Träger der Körös-Kultur betrieben Acker- oder Gartenbau und Viehzucht. Bisher sind folgende Nutzpflanzen nachgewiesen:
- Hordeum vulgare (Gerste) aus Tiszasőllős-Domaháza-puszta Réti-dülő,[31] Berettyóijfalu-Nagy Bőcs-dülő,[31] Ecsegfalva[31]
- Triticum monoccocum (Einkorn) aus Glăvaneștii Vechi,[32] Hărman,[22] Ecsegfalva[33]
- Triticum diococcum (Emmer) aus Hărman[22]
- Triticum turgidum (Khorasan-Weizen) aus Szarvas-Szappanosi szőlők[33]
- Triticum spelta (Spelz oder Dinkel) aus Hărman[22]

Das Getreide wurde in glockenförmigen Vorratsgruben gelagert. Besonders der Fundort von Íbrany-Nagyerdő lieferte ein breites Spektrum von Pflanzenresten.
Bei den Nutztieren dominierten Schafe und Ziegen, gefolgt von Rindern, Schweine und Hunde waren eher selten. Es wird gewöhnlich angenommen, dass diese Auswahl von Haustieren den Bedingungen im südosteuropäischen Herkunftsgebiet angepasst und für den Karpathenraum nicht wirklich geeignet war. Bökönyi (1992) konnte in Endrőd 119 Schafe mit schwerer Arthritis nachweisen. Der Anteil domestizierter Tierarten schwankt stark zwischen den einzelnen Siedlungen. Werte zwischen 25,2 und 92,7 % Haustiere sind belegt. Der Fischfang ist unter anderem in Tiszaszőlős-Domaháza-Puszta anhand der Funde nachweisbar.
László Bartosiewicz (2005) weist jedoch darauf hin, dass in den Siedlungen mit hohem Wildtieranteil meist insgesamt wenig Tierknochen gefunden wurden. Außer Säugetieren wurden Vögel gejagt, auch Fische und Mollusken (Schnecken und Muscheln) spielten eine Rolle in der Ernährung.
In Ecsegfalva wurde in einigen Gefäßen Reste von Kuhmilch nachgewiesen.

## Kult
Im Fundmaterial der Körös-Kultur begegnen, ähnlich wie im Bereich der Starčevo-Kultur, doch bedeutend zahlreicher, anthropomorphe Figurinen aus Ton. Es liegen einfache, säulenartig gestaltete Stücke und besser ausgeformte Figuren vor, die, soweit erkennbar, weiblichen Geschlechts sind; sie weisen oft lange, stabartige Köpfe und Hälse und ein stark betontes Gesäß auf. Es wird vermutet, dass diese Stücke mit einem Fruchtbarkeitskult in Verbindung stehen. Auch zoomorphe Stücke treten auf, wobei das dargestellte Tier oft schwer zu identifizieren ist.
Als Besonderheit sind sogenannte „Altäre“ zu erwähnen, Keramikgegenstände mit drei oder vier Füßen, deren Verwendungszweck ungeklärt ist.

## Entstehung
Meist wird angenommen, dass die Körös-Kultur, wie auch die Starčevo-Kultur auf eine Einwanderung aus dem Südosten zurückgeht, wobei über Route und Ausbreitungsmechanismen keine Einigkeit besteht. Banffy (2006) nimmt an, dass die Einwanderung über das Banat und das Tal des Olt zunächst nach Transsilvanien erfolgte. Gheorge Lazarovici geht von mehreren Einwanderungswellen aus.

## Nachfolgekulturen
Die Körös-Criș-Kultur und die Starčevo-Kultur sind die formativen Kulturen, also gewissermaßen die Vorläuferkulturen, für die Linearbandkeramische Kultur (LBK) im Westen und der Alföld-Linearkeramik bzw. von Pișcolt im Osten. Somit stünde die Bandkeramik in enger Beziehung zur  Körös-Criș-Kultur. Alternativ wird die Starčevo-Kultur als die Vorläuferkultur der LBK angesehen. So will die ungarische Prähistorikerin Eszter Bánffy (2014) die LBK allein aus der Starčevo-Kultur herleiten.